# Luis Centeno
Luis Rafael Centeno Rodríguez (2 de febrero de 1993), es un luchador puertorriqueño de lucha grecorromana. Compitió en el Campeonato Mundial de 2015 consiguiendo la 43.ª posición. Ganó una medalla de bronce en los Juegos Centroamericanos y del Caribe de 2014. Obtuvo la medalla de plata en el Campeonato Panamericano de 2016. 